# 长乐镇 (东兰县)
长乐镇，是中华人民共和国广西壮族自治区河池市东兰县下辖的一个乡镇级行政单位。

## 行政区划
长乐镇下辖以下地区：
长乐村、定安村、板登村、英发村、楼华村、华亨村、纳标村、永模村、纳雄村和更乐村。